# 城文
城文又称城体，在古印度於大約公元8世紀作為笈多文的東部變體出現（而夏拉達文是西部變體）。它分支出多種文字，比如天城文、孟加拉文、喜城文和藏文，并影響了夏拉達文派生的古木基文的發展。城文直接演变为天城文，天城文是对城文的改良而成，改良后的城文为突出其神圣加多了个梵文“天”字（देव/deva）成为天城文。